# Vallée du Bandama
Distriktet Vallée du Bandama (fransk: District de la Vallée du Bandama, dansk: Distriktet Bandamadalen, der refererer til Bandamafloden)  er et af fjorten administrative distrikter i Elfenbenskysten.  Distriktet ligger i den nordlige-centrale del af landet og hovedstaden er byen Bouaké. Det grænser til didstrikterne (med uret fra nord) Savanes, Zanzan, Lacs, Sassandra-Marahoué, Woroba

## Oprettelse
Vallée du Bandama-distriktet blev oprettet i 2011 i en administrativ reorganisering af inddelingen i Elfenbenskysten. Distriktets område blev til ved en sammenlægning af regionerne Haut-Sassandra og Marahoué.

## Administrativ inddeling
Sassandra-Marahoué er delt i to regioner og nedenstående departementer :
- Gbêkê region (regionssæde også i Bouaké)
  - Béoumi departement
  - Botro departement
  - Bouaké departement
  - Sakassou departement
- Hambol region (regionssæde i Katiola)
  - Dabakala departement
  - Katiola departement
  - Niakaramandougou departement

## Befolkning
Ifølge folketællingen for 2021 har Vallée du Bandama distrikt en befolkning på 1.964.929.

## References
1. 1 2  Citypopulation.de Population of the districts of Ivory Coast
2. ↑  Décret n° 2011-263 du 28 septembre 2011 portant organisation du territoire national en Districts et en Régions.
3. ↑  "Districts of Côte d'Ivoire (Ivory Coast)". Statoids.com. Hentet 24. juni 2015.

8°8′N 5°6′V / 8.133°N 5.100°V